# Kallós János
Kallós János, 1891-ig Klein Jakab (Zsombolya, 1891. október 24. – Budapest, 1970. június 16.) újságíró, szerkesztő, Kallós Ede szobrászművész unokaöccse.

## Élete
Kallós (Klein) Sámuel Salamon (1854–1927) ügyvéd és Bodorfi Jozefa (1871–1943) fia. 1909-ben Budapesten érettségizett, majd 1916-ig a Pesti Napló munkatársa volt. 1917 és 1921 között Az Újságnál dolgozott, 1919-ben a Munka című kőnyomatos lapba írt cikkeket. A Tanácsköztársaság kormányának megbízásából röpiratokat szerkesztett, emiatt később támadások érték. 1921-ben megalapította a Pesti Tőzsde című lapot, és 1943-ig főszerkesztője volt. 1925-től a Pénzügyi és Tőzsdei Kompasz-t szerkesztette a lap megszűnéséig, 1943-ig. 1945 után részt vett az Újságíró Szövetség újjászervezésében. 1947–49-ben az újra megindult Kompasz szerkesztésében működött közre. 1948-ban a Kis Újság szerkesztője, 1949–50-ben Turf felelős szerkesztője volt, majd újságíró a Napi- és Hetilapkiadó Nemzeti Vállalatnál. Írt zenei, színházi és képzőművészeti rovatok számára is cikkeket.
Első házastársa Chripkó Stefánia volt, akit 1923. június 7-én Budapesten, a Terézvárosban vett nőül. 1934-ben elváltak. Második felesége Novák Elvira.
A Farkasréti temetőben helyezték végső nyugalomra.

## Művei
- Tudnivalók a gabonahatáridő-üzletről (Budapest, 1926)
- Nagybudapest ipari, kereskedelmi és teljes szakmai címtára (Budapest, 1948)